# Шведська революція (1809)

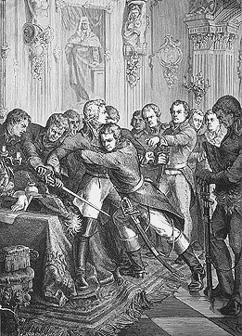
Арешт Густава IV Адольфа під час перевороту 1809 року

Революція 1809 року (швед. Revolutionen 1809), більше відома як Державний переворот 1809 року (швед. Statskuppen 1809) — ключова подія шведської історії XIX сторіччя, що засвідчила остаточне повалення абсолютизму та утвердження парламентської монархії.
Приводом для революції була поразка у війні з Росією. 13 березня 1809 року короля Густава IV Адольфа усунули від влади. Скликаний після цього риксдаг ухвалив нову «форму правління», яка розподілила владу між королем, державною радою та риксдагом. Швеція стала конституційною монархією. Королем було обрано колишнього регента герцога Карла.
Щоправда, новий володар на той час був вже хворим і не мав спадкоємців. Наступником спочатку проголосили данського принца Кристіана Августа, проте у 1810 році він раптово помер. Тому в тому ж році риксдаг, зібраний в Еребру обрав іншого спадкоємця — французького маршала Жана Бернадота. Щоби не виникало інших претендентів на трон, Карл XIII його всиновив. Швеція відтак отримала не лише конституцію, але й нову династію.